# Ommata kawensis
Ommata kawensis là một loài bọ cánh cứng trong họ Cerambycidae.